# پیلون (لا یونیون)
پیلون (به اسپانیایی: Pillune) یک کوه در پرو است که در Peru, Arequipa Region, La Unión Province, Peru واقع شده‌است. پیلون ۵٬۰۰۰ متر بالاتر از سطح دریا واقع شده‌است.